# Jerainum triquetrum
Jerainum triquetrum är en svampart som beskrevs av Nawawi & Kuthub. 1992. Jerainum triquetrum ingår i släktet Jerainum, divisionen sporsäcksvampar och riket svampar.   Inga underarter finns listade i Catalogue of Life.